# ASIMO

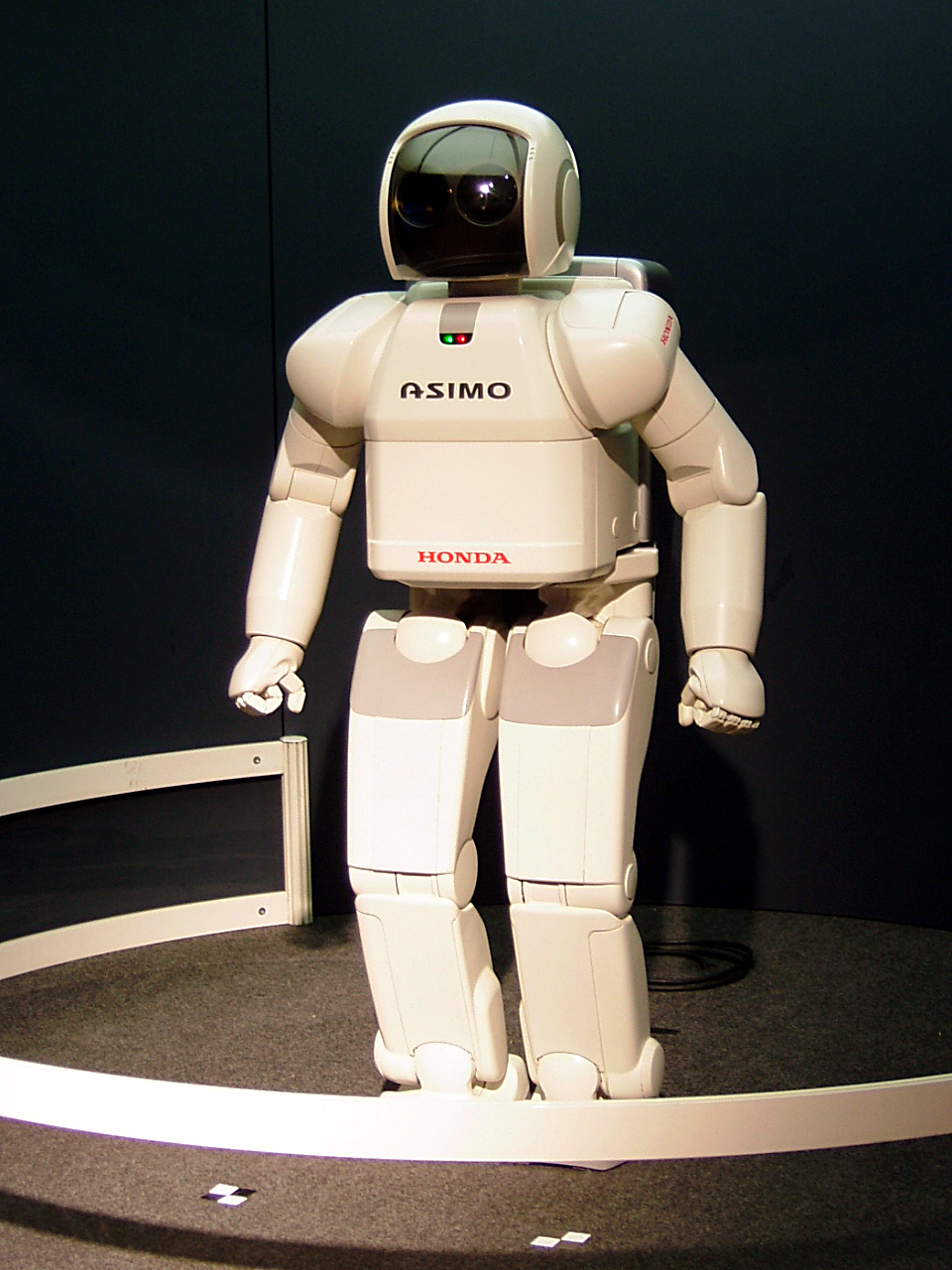
Honda ASIMO

ASIMO ist ein von Honda entwickelter humanoider Roboter. Er ist ein Robotertyp, der sich auf zwei Beinen (bipedal) fortbewegen kann und dabei eine Bewegung ausführt, die dem menschlichen Gang ähnlich ist.
„ASIMO“ ist ein Akronym für „Advanced Step in Innovative Mobility“. Auch steht das japanische Wort Asi für „Bein“ und Mo für „Mobilität“. Offiziell bestreitet Honda einen Zusammenhang mit dem Namen des Science-Fiction-Schriftstellers Isaac Asimov. Auf Japanisch wird das Wort „ashimo“ ausgesprochen und bedeutet „auch Beine“. Die Entwicklung begann in den 80er Jahren. Er war von der ersten Vorstellung 2000 bis 2022 verfügbar.

## Details
ASIMO ist der zurzeit am weitesten entwickelte humanoide Roboter von Honda. Die Hardware des am 20. November 2000 vorgestellten Forschungsmodells des ASIMO ist 1,34 Meter groß und wiegt 48 Kilogramm. Die integrierte Stromversorgung reicht für etwa 40 Minuten Betriebszeit, während sich der Roboter gehend fortbewegt. Auf der anderen Seite benötigt der Akku ca. 3 Stunden, bis er voll aufgeladen ist. ASIMO besitzt in der aktuellen Version 34 Freiheitsgrade. Am 13. Dezember 2005 wurde eine verbesserte Steuerung vorgestellt, die es dem Roboter erlaubt, sich mit einer Geschwindigkeit von etwa 2,7 Kilometer pro Stunde (km/h) beim Gehen fortzubewegen (vorheriges Modell: 2,5 km/h). Diese Geschwindigkeit wird auf 1,6 km/h reduziert, wenn ASIMO etwas trägt. Außerdem kann ASIMO in der aktuellen Version mit bis zu 7 km/h „rennen“ (vorheriges Modell: 6 km/h). Die Phasen, in denen ASIMOs Füße dabei gleichzeitig den Boden nicht berühren, sind 80 Millisekunden (ms) lang (vorheriges Modell: 50 ms). ASIMO ist außerdem erstmals in der Lage, mit 5 km/h im Kreis zu rennen (Kreisradius: 2,5 m).
Honda begann bereits 1986 mit der Entwicklung humanoider Roboter, hielt die Entwicklung jedoch bis zur Vorstellung des „P2“ im Dezember 1996 unter Verschluss. Im Sommer 1999 begann man im „Honda Research & Development Wako Fundamental Technical Research Center“ in Japan mit der Entwicklung des ASIMO, der schließlich am 31. Oktober 2000 fertiggestellt und am 20. November 2000 der Öffentlichkeit vorgestellt wurde.
2004 wurde ASIMO in die Robot Hall of Fame aufgenommen.
Im Jahre 2004 waren ca. 30 Asimos im Einsatz.
Seit 2007 sind zwei ASIMOs auch in Deutschland. Sie dienen am CoR-Lab der Universität Bielefeld zur Untersuchung von Bewegungen. Sie blieben bis 2012, in dieser Zeit erarbeiteten die Forscher 12 Patente. Um ein realistisches Umfeld zu schaffen, hatten die Forscher eine Wohnung gemietet und möbliert. ASIMO konnte jedoch keine Strategien zur Lösung von unerwarteten Problemen entwickeln.
Im Mai 2008 ließ Honda das Detroiter Symphonieorchester von Asimo dirigieren.
ASIMOs Software ist nach dem sogenannten Top-down-Ansatz aufgebaut. Dies bedeutet, dass er keinerlei Lernfähigkeiten besitzt. Sämtliche Informationen, die ASIMO für seine Tätigkeiten benötigt, müssen von Programmierern eingegeben werden. ASIMO gehört also zur älteren Generation von Robotern, da der Bottom-up-Ansatz es Maschinen ermöglicht, zu „lernen“. Demnach sind modernere Roboter nicht darauf angewiesen, dass man sie mit sehr vielen Informationen versorgt. So können sie zum Beispiel Hindernisse wahrnehmen und ihnen nach dem Prinzip von „Zufall und Irrtum“ nach einer Übungsphase irgendwann selbstständig ausweichen, ohne auf einen Programmierer angewiesen zu sein.
P1
- Höhe: 191 Zentimeter
- Gesamtgewicht: 175 Kilogramm
- Funktionen: Lichtschalter und Türklinken betätigen, Objekte tragen, laufen
- Energiequelle: Extern

P2
- Höhe: 182 Zentimeter
- Gewicht: 210 Kilogramm
- Laufzeit: 15 Minuten
- Interne Energiequelle

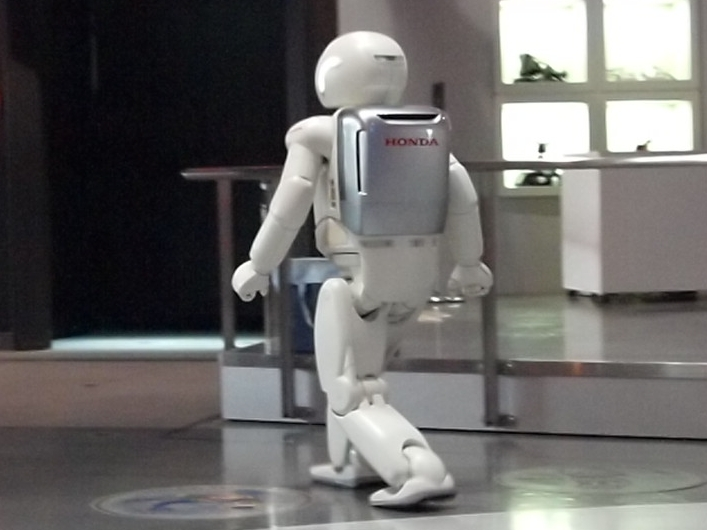
Asimo 2. Generation -
Ansicht Rückseite

- Neue Funktionen: Treppensteigen, Gegenstände schieben und schwerere Gegenstände bis zu einem Gewicht von 1,7 Kilogramm tragen

P3
Der „P3“ ist der 3. Prototyp von Honda und wurde im September 1997 fertiggestellt.
- Höhe: 160 Zentimeter
- Tiefe: 55 Zentimeter
- Breite: 60 Zentimeter
- Gesamtgewicht: 130 Kilogramm
- Maximale Betriebszeit: 25 Minuten
- Maximale Geschwindigkeit (gehend): 2 km/h
- Maximale Zuladung pro Hand: 9 Kilogramm
- CPU(s): 4 x „Microspec III“
- Batterie: 138 V, 6 Ah; Typ: Nickel-Zink

## Technische Daten

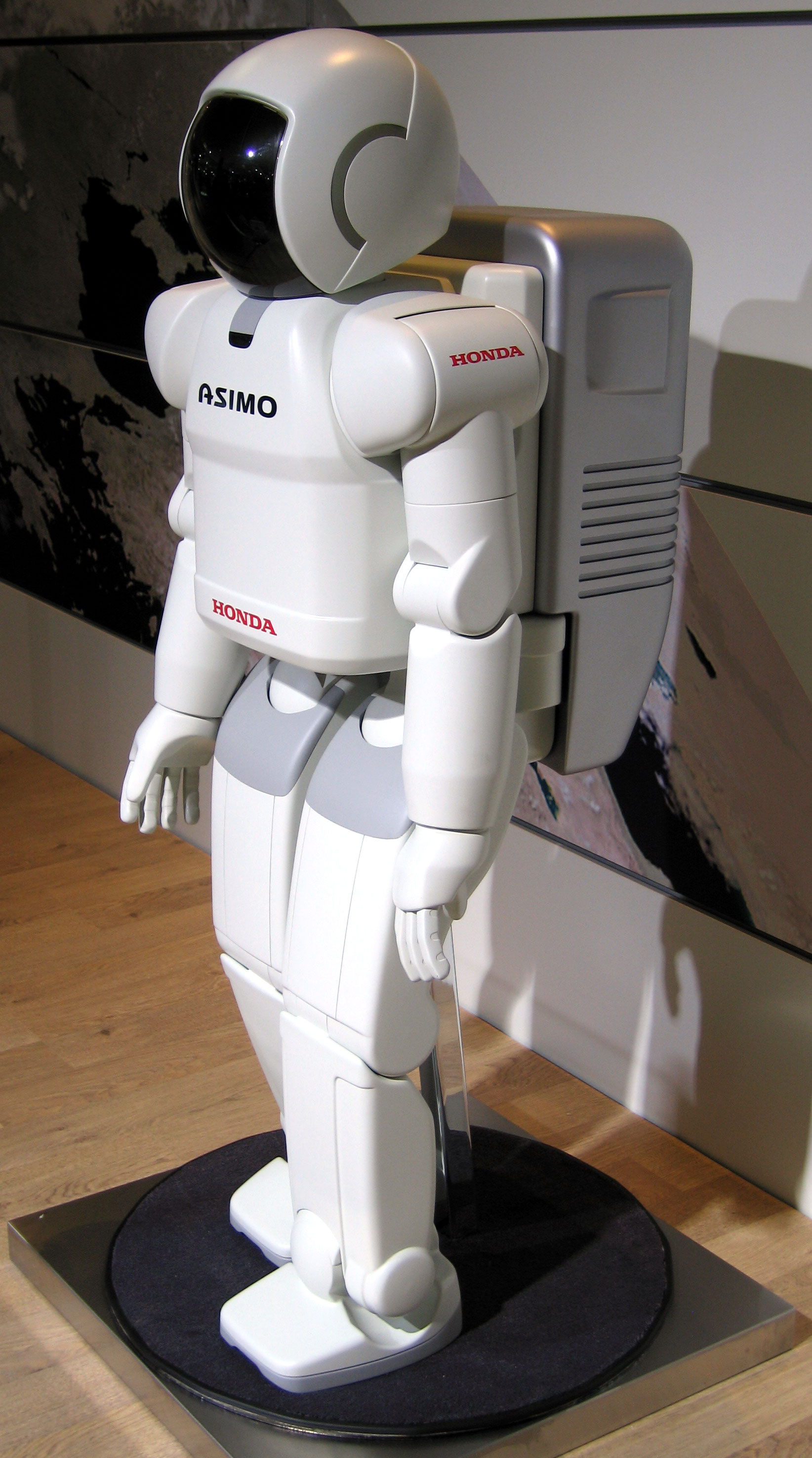
Original ASIMO

| Model                    | 2000, 2001, 2002                                                                    | 2004                                                          | 2005, 2007                                                    | 2011                                                          | 2014                                                         |
| ------------------------ | ----------------------------------------------------------------------------------- | ------------------------------------------------------------- | ------------------------------------------------------------- | ------------------------------------------------------------- | ------------------------------------------------------------ |
| Gewicht                  | 52 kg?                                                                              | 54 kg                                                         | 54 kg                                                         | 48 kg                                                         | 55 kg                                                        |
| Höhe                     | 120 cm                                                                              | 130 cm                                                        | 130 cm                                                        | 130 cm                                                        | 130 cm                                                       |
| Breite                   | 45 cm                                                                               | 45 cm                                                         | 45 cm                                                         | 45 cm                                                         |                                                              |
| Tiefe                    | 44 cm                                                                               | 37 cm                                                         | 37 cm                                                         | 34 cm                                                         |                                                              |
| Geschwindigkeit (Gehen)  | 1,6 km/h                                                                            | 2,5 km/h                                                      | 2,7 km/h 1,6 km/h (carrying 1 kg)                             | 2,7 km/h 1,6 km/h (carrying 1 kg)                             |                                                              |
| Geschwindigkeit (Laufen) | –                                                                                   | 3 km/h                                                        | 6 km/h (geradeaus) 5 km/h (im Kreis)                          | 9 km/h (geradeaus)                                            |                                                              |
| Schwebe/Abhebezeit       | –                                                                                   | 0,05 s                                                        | 0,08 s                                                        | 0,08 s                                                        |                                                              |
| Akku                     | Nickel-Metallhydrid-Akkumulator 38,4 V / 10 Ah / 7,7 kg 4 Stunden zur Vollaufladung | Lithium-Ionen-Akkumulator 51,8 V / 6 kg 3 h zur Vollaufladung | Lithium-Ionen-Akkumulator 51,8 V / 6 kg 3 h zur Vollaufladung | Lithium-Ionen-Akkumulator 51,8 V / 6 kg 3 h zur Vollaufladung |                                                              |
| Akkulaufzeit             | 30 Minuten                                                                          | 40 Minuten bis 1 h (laufen)                                   | 40 Minuten bis 1 h (laufen)                                   | 1 h (laufen/rennen)                                           |                                                              |
| Freiheitsgrad2           | 26 (Kopf: 2, Arm: 5×2, Hand: 1×2, Bein: 6×2)                                        | 34 (Kopf: 3, Arm: 7×2, Hand: 2×2, Oberkörper: 1, Beine: 6×2)  | 34 (Kopf: 3, Arm: 7×2, Hand: 2×2, Oberkörper: 1, Beine: 6×2)  | 57 (Kopf: 3, Arm: 7×2, Hand: 13×2, Oberkörper: 2, Bein: 6×2)  | 57 (Kopf: 3, Arm: 7×2, Hand: 13×2, Oberkörper: 2, Bein: 6×2) |
| Sprachen                 |                                                                                     |                                                               |                                                               | Japanisch                                                     | Japanisch & Englisch                                         |
| Bilder                   |                                                                                     |                                                               |                                                               |                                                               |                                                              |

sources:

## Filmische Dokumentationen
- Asimo Show, 2016

## Fotogalerie

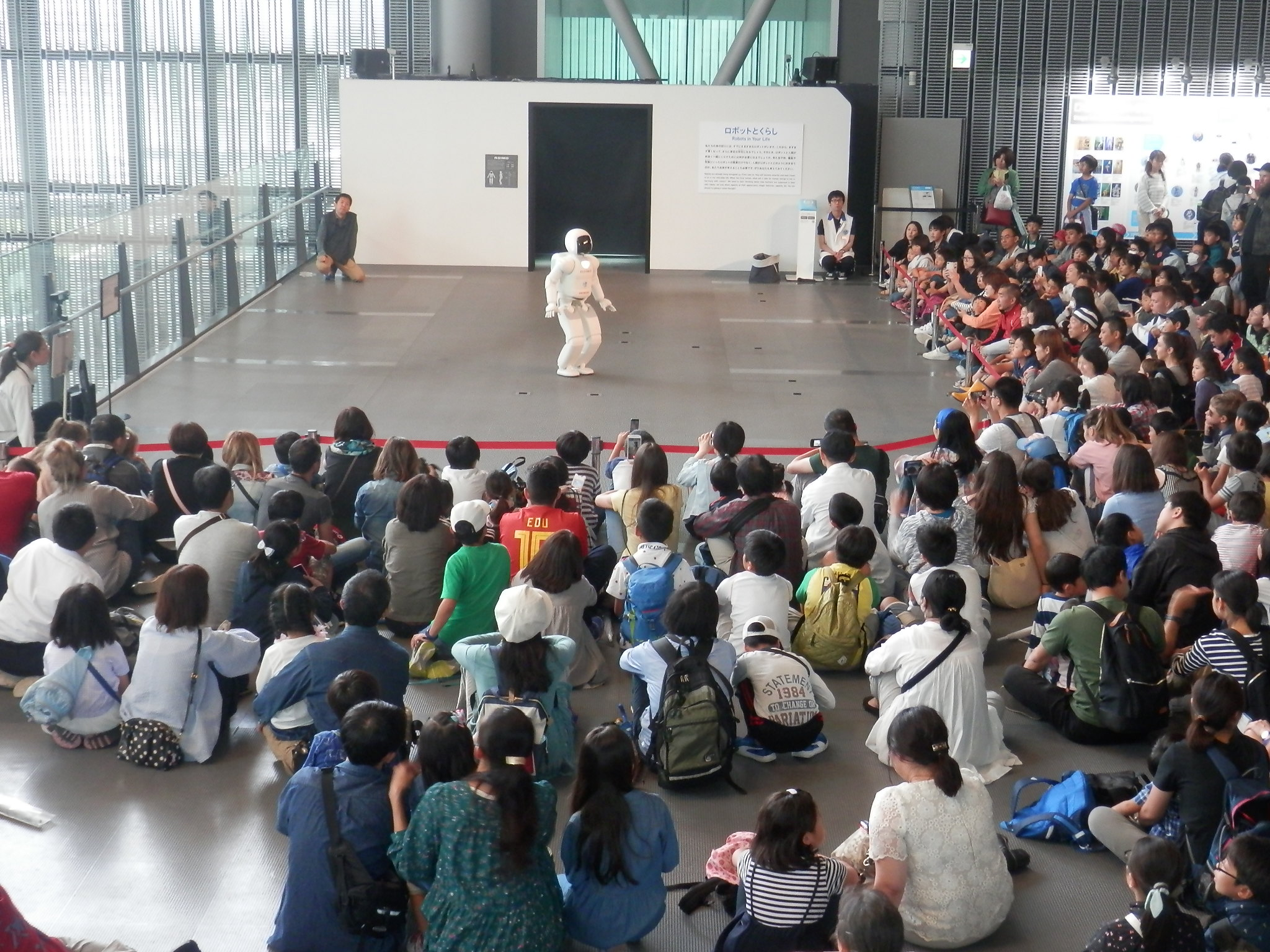
Vorführung von Asimo und seinen Fähigkeiten im „National Museum of Emerging Science and Innovation “(Miraikan) in Tokyo.
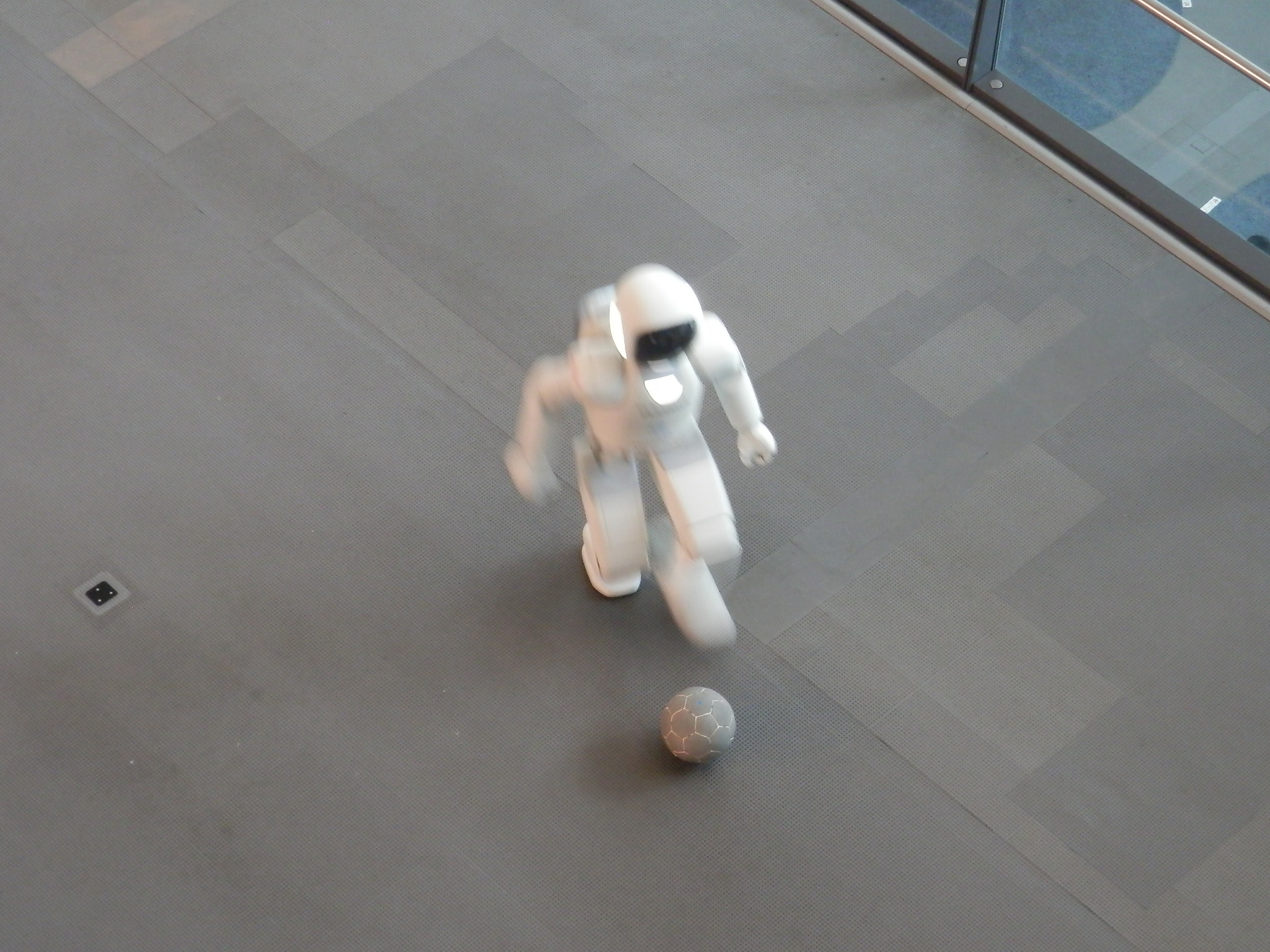
Vorführung von Asimo und seinen Fähigkeiten als Fußballspieler im Miraikan.